# 制御棒引き抜け事象
制御棒引き抜け事象（せいぎょぼうひきぬけじしょう）とは、原子力発電所の定期検査中等に弁の操作手順の誤りによって水圧が高まり、制御棒が引き抜き状態となることである。

## 引き抜け事象
| 引き抜け事象                        | 引き抜け事象              | 引き抜け事象 | 引き抜け事象                          |
| 年月日                              | 原子力発電所              | 状況         | 引き抜け状態                          |
| ----------------------------------- | ------------------------- | ------------ | ------------------------------------- |
| 1978年（昭和53年）11月2日           | 福島第一原子力発電所3号機 | 定期検査中   | 5本が引き抜け状態、臨界状態となった。 |
| 1979年（昭和54年）2月12日           | 福島第一原子力発電所5号機 | 定期検査中   | 1本が引き抜け状態。                   |
| 1980年（昭和55年）9月10日           | 福島第一原子力発電所2号機 | 定期検査中   | 1本が引き抜け状態。                   |
| 1988年（昭和63年）7月9日            | 女川原子力発電所1号機     | 定期検査中   | 2本が引き抜け状態。                   |
| 1991年（平成3年）5月31日            | 浜岡原子力発電所3号機     | 定期検査中   | 3本が引き抜け状態。                   |
| 1993年（平成5年）6月15日            | 福島第二原子力発電所3号機 | 定期検査中   | 2本が引き抜け状態。                   |
| 1996年（平成8年）6月10日            | 柏崎刈羽原子力発電所6号機 | 試運転中     | 4本が引き抜け状態。                   |
| 1998年（平成10年）2月22日           | 福島第一原子力発電所4号機 | 定期検査中   | 34本が引き抜け状態。                  |
| 1999年（平成11年）6月18日           | 志賀原子力発電所1号機     | 定期検査中   | 3本が引き抜け状態、臨界状態となった。 |
| 2000年（平成12年）4月7日            | 柏崎刈羽原子力発電所1号機 | 定期検査中   | 2本が引き抜け状態。                   |
| 2007年（平成19年）6月13日 - 6月16日 | 女川原子力発電所1号機     | 起動中       | 計8本が引き抜け状態。                 |

## 挿入事象
| 挿入事象                  | 挿入事象                  | 挿入事象   | 挿入事象         |
| 年月日                    | 原子力発電所              | 状況       | 挿入状態         |
| ------------------------- | ------------------------- | ---------- | ---------------- |
| 1991年（平成3年）11月18日 | 福島第一原子力発電所2号機 | 定期検査中 | 5本が挿入状態。  |
| 2005年（平成17年）4月16日 | 柏崎刈羽原子力発電所3号機 | 定期検査中 | 17本が挿入状態。 |
| 2005年（平成17年）5月24日 | 福島第一原子力発電所2号機 | 定期検査中 | 8本が挿入状態。  |

全挿入状態から更に挿入された。

## よくある誤解
この事象に関しては、一部マスコミ等で「沸騰水型原子炉は制御棒を下から差し込んでいるため、水圧が抜けると落下する」などの誤解があったが、実際はたとえ水圧が抜けたとしてもラッチにより固定されているため、落下することはない。上記の引き抜け事故も「水圧動作用の弁の操作ミスで引き抜き方向に水圧がかかり、引き抜き動作が行われた」のであり、制御棒が落下したわけではない。

## 対策
2007年（平成19年）3月30日に、東京電力は1978年（昭和53年）の福島第一原子力発電所における臨界事故の検証結果を公表し、また対策も発表した。